# FKイェディンストヴォ・ビイェロ・ポリェ
フドバルスキ・クルブ・イェディンストヴォ・ビイェロ・ポリェ（セルビア語: Фудбалски клуб Јединство Бијело Поље, セルビア・クロアチア語: Fudbalski klub Jedinstvo Bijelo Polje）は、モンテネグロのビイェロ・ポリェをホームタウンとするサッカークラブである。